# Ann-Christine Lindeblad
Ann-Christine Birgitta Lindeblad, född 14 oktober 1954, är en svensk jurist.
Ann-Christine Lindeblad avlade juris kandidatexamen vid Lunds universitet 1978 och gjorde därefter tingstjänstgöring vid Växjö tingsrätt 1979–1981. Hon blev assessor vid Göta hovrätt 1989, var rådman vid Borås tingsrätt 1992–1997 och anställdes som enhetschef vid Kronofogdemyndighetens indrivningsenhet i Göteborg 1998. Lindeblad var lagman vid Borås tingsrätt 1999–2002 och utnämndes år 2002 till justitieråd i Högsta domstolen.
Lindeblad har också haft ett flertal andra uppdrag som ordförande för Nämnden för brottsskadeersättning, ordförande i Presstödsnämnden 2004–2011, ledamot i Riksgäldskontorets styrelse samt flera offentliga utredningsuppdrag under Finansdepartementet. Hon är vice ordförande i Stockholmsbörsens disciplinnämnd, ordförande i Swedsecs disciplinnämnd och har tidigare varit vice ordförande i Aktiemarknadsnämnden och ledamot i Aktietorgets disciplinnämnd. 
I februari 2022 lämnade Lindeblad sin post i Högsta domstolen och flera andra uppdrag efter misstankar om två fall av ringa stöld. Hon erkände brott och dömdes till dagsböter.